# Alexis Sánchez (płotkarz)
Alexis Sánchez (ur. 3 marca lub 13 kwietnia 1971) – hiszpański (wcześniej kubański) lekkoatleta, sprinter, płotkarz. Medalista igrzysk panamerykańskich i igrzysk Ameryki Środkowej i Karaibów, złoty medalista mistrzostw ibero-amerykańskich, srebrny medalista mistrzostw świata juniorów.

## Przebieg kariery
Jako reprezentant Kuby, w 1988 roku brał udział w mistrzostwach Ameryki Środkowej i Karaibów juniorów, na których zdobył srebrny medal w biegu na 110 m ppł i brązowy medal w sztafecie 4 × 100 m. Te same medale w tychże konkurencjach wywalczył na rozgrywanych rok później mistrzostwach panamerykańskich juniorów. W 1990 roku został mistrzem Ameryki Środkowej i Karaibów do lat 20 (w biegu na 110 m ppł), w tej samej konkurencji otrzymał tytuł wicemistrza świata juniorów podczas zmagań w Płowdiwie.
W 1991 roku zdobył srebrny medal igrzysk panamerykańskich w biegu na 110 m ppł, a także debiutował na seniorskich mistrzostwach świata, w których odpadł w półfinale tej samej konkurencji. W dalszych latach kariery zdobywał głównie medale mistrzostw ibero-amerykańskich, wśród których było złoto wywalczone na czempionacie w 1996 roku w konkurencji biegu na 400 m ppł.
W latach dwutysięcznych startował jako reprezentant Hiszpanii, w barwach tego kraju między innymi brał udział w mistrzostwach ibero-amerykańskich w Huelvie.

## Osiągnięcia
| Rok     | Zawody                                            | Miasto   | Miejsce | Konkurencja        | Wynik   |
| ------- | ------------------------------------------------- | -------- | ------- | ------------------ | ------- |
| 1988    | Mistrzostwa Ameryki Środkowej i Karaibów juniorów | Nassau   | srebro  | bieg na 110 m ppł  | 14,62   |
| 1988    | Mistrzostwa Ameryki Środkowej i Karaibów juniorów | Nassau   | brąz    | sztafeta 4 × 100 m | 41,99   |
| 1989    | Mistrzostwa panamerykańskie juniorów              | Santa Fe | srebro  | bieg na 110 m ppł  | 14,39   |
| 1989    | Mistrzostwa panamerykańskie juniorów              | Santa Fe | brąz    | sztafeta 4 × 400 m | 3:14,06 |
| 1990    | Mistrzostwa Ameryki Środkowej i Karaibów juniorów | Hawana   | złoto   | bieg na 110 m ppł  | 14,03   |
| 1990    | Mistrzostwa świata juniorów                       | Płowdiw  | srebro  | bieg na 110 m ppł  | 13,75   |
| 1990    | Igrzyska Ameryki Środkowej i Karaibów             | Meksyk   | srebro  | bieg na 110 m ppł  | 13,94   |
| 1991    | Igrzyska panamerykańskie                          | Hawana   | srebro  | bieg na 110 m ppł  | 13,76   |
| 1991    | Mistrzostwa świata                                | Tokio    | 5. SF   | bieg na 110 m ppł  | 13,81   |
| 1992    | Mistrzostwa ibero-amerykańskie                    | Sewilla  | srebro  | bieg na 110 m ppł  | 13,66   |
| 1993    | Igrzyska Ameryki Środkowej i Karaibów             | Ponce    | brąz    | bieg na 110 m ppł  | 14,14   |
| 1996    | Mistrzostwa ibero-amerykańskie                    | Medellín | brąz    | bieg na 110 m ppł  | 13,89   |
| 1996    | Mistrzostwa ibero-amerykańskie                    | Medellín | złoto   | bieg na 400 m ppł  | 49,22   |
| 2004    | Mistrzostwa ibero-amerykańskie                    | Huelva   | 6.      | bieg na 110 m ppł  | 13,90   |
| Źródło: |                                                   |          |         |                    |         |

W 1996 został złotym medalistą mistrzostw Kuby w biegu na 400 m ppł.

## Rekordy życiowe
- bieg na 110 m ppł – 13,63 (28 lutego 1992, Hawana)
- bieg na 400 m ppł – 49,22 (12 maja 1996, Medellín)

Halowe
- bieg na 60 m ppł – 7,90 (22 stycznia 2000, Madryt)

Źródło: 